# Олтон (Јута)
Олтон (енгл. Alton) град је у америчкој савезној држави Јута.

## Демографија
По попису из 2010. године број становника је 119, што је 15 (-11,2%) становника мање него 2000. године.
| Група             | 2000.       | 2010.       |
| Белци             | 130 (97,0%) | 104 (87,4%) |
| Афроамериканци    | 0 (0,0%)    | 0 (0,0%)    |
| Азијати           | 0 (0,0%)    | 3 (2,5%)    |
| Хиспаноамериканци | 0 (0,0%)    | 6 (5,0%)    |
| Укупно            | 134         | 119         |